# إلياس بورتر
إلياس بورتر (بالإنجليزية: Elias Porter)‏ هو عالم نفس أمريكي، ولد في 1914 في أوريغون في الولايات المتحدة، وتوفي في 13 ديسمبر 1987 في باسيفيك بلسيدس، لوس أنجلوس ‏ في الولايات المتحدة.